# زمین‌لرزه کاستاریکا
زمین‌لرزه کاستاریکا ممکن است به یکی از موارد زیر اشاره داشته باشد:
- زمین‌لرزه ۱۹۵۵ کاستاریکا
- زمین‌لرزه ۱۹۷۳ کاستاریکا
- زمین‌لرزه ۲۰۰۹ کاستاریکا
- زمین‌لرزه ۱۹۹۱ کاستاریکا
- زمین‌لرزه ۱۹۸۳ کاستاریکا